# 김보섭 (2000년)
김보섭(한국 한자: 金甫燮, 2000년 1월 10일 ~ )은 대한민국의 축구 선수로, 현재 FC 충주 소속이다.